# Leptonetidae
Leptonetidae é uma família de aranhas araneomorfas haploginas (não possuem órgãos genitais femininos endurecidos ou epígino) que incluem 15 géneros e cerca de 200 espécies. Com distribuição natural na região do Mediterrâneo, Eurásia, Japão e Américas, vivem em pequenas escavações no solo ou entre a manta morta.

## Descrição
Esta família é pobremente conhecida, sendo constituída por aranhas diminutas, com 6 olhos dispostos em semicírculo ou agrupados quatro à frente e dois na região posterior do cefalotórax.

## Géneros
A família Leptonetidae é composta pelos seguintes géneros:
- Appaleptoneta Platnick, 1986 (Estados Unidos)
- Archoleptoneta Gertsch, 1974 (Estados Unidos, México, Panamá)
- Barusia Kratochvíl, 1978 (Croácia, Grécia, Montenegro)
- Calileptoneta Platnick, 1986 (Estados Unidos)
- Cataleptoneta Denis, 1955 (Turquia, Creta, Líbano)
- Chisoneta Ledford & Griswold, 2011
- Darkoneta Ledford & Griswold, 2010
- Falcileptoneta Komatsu, 1970 (Japão)
- Guineta Lin & Li, 2010
- Leptoneta Simon, 1872 (Europa Meridional, Ásia Central, Estados Unidos)
- Leptonetela Kratochvíl, 1978 (Grécia, Turquia, Azerbaijão, Geórgia)
- Masirana Kishida, 1942 (Japão)
- Montanineta Ledford & Griswold, 2011
- Neoleptoneta Brignoli, 1972 (México, Estados Unidos)
- Ozarkia Ledford & Griswold, 2011
- Paraleptoneta Fage, 1913 (Tunísia, Argélia, Itália)
- Protoleptoneta Deltshev, 1972 (Europa)
- Rhyssoleptoneta Tong & Li, 2007 (China)
- Sinoneta Lin & Li, 2010
- Sulcia Kratochvíl, 1938 (Balcãs, Grécia)
- Tayshaneta Ledford & Griswold, 2011
- Teloleptoneta Ribera, 1988 (Portugal)
- †Eoleptoneta Wunderlich, 1991
- †Oligoleptoneta Wunderlich 2004